# Nogometni Klub Garmin Šenčur
Il Nogometni Klub Garmin Šenčur è una società calcistica con sede a Šenčur in Slovenia.
Fondato nel 1970, il club milita nella seconda serie calcistica slovena.
Il club gioca le gare casalinghe allo stadio Šenčur Sports Park.

## Stadio
Il club gioca le gare casalinghe allo Šenčur Sports Park, che ha una capacità di 750 posti a sedere.

## Palmarès

### Altri piazzamenti
- Coppa di Slovenia:

Semifinalista: 2011-2012